# Comadur
Comadur est une entreprise du Swatch Group basée en Suisse dans les villes du Locle (2 sites) et Zurzach. Jusqu'en 2006, elle disposait d'usines aux Brenets à Marin et à Courtepin. Dans le cadre de la restructuration de l'usine, ces trois dernières, ainsi qu'une majeure partie de celle du Locle ont été regroupées dans le site du col des Roches (au Locle). Fabricant des pierres d'horlogeries, des glaces saphirs (y compris tactiles), de la céramique décor ou encore des micro-moteurs, la majeure partie de la production est destinée au secteur de l'horlogerie.